# Прозорливый (миноносец)
«Прозорли́вый» — русский миноносец типа «Сокол» (10 октября 1907 года переклассифицирован в эскадренные миноносцы).

## Служба
- Ноябрь 1904 — Вместе с однотипными миноносцами «Резвый» и «Пронзительный» включён в состав Догоняющего отряда 2-й Тихоокеанской эскадры под общим командованием командира крейсера «Олег» капитана 1-го ранга Л. Ф. Добротворского, но из-за поломок вернулся в Россию из Средиземного моря.
- 1909—1910 — Капитальный ремонт корпуса с заменой водогрейных трубок в котлах и перевооружением.
- Январь 1911 — Переклассифицирован в тральщик.
- 1913 — Капитальный ремонт с заменой водогрейных трубок в котлах. Отремонтированы механизмы, и установлено тральное оборудование.
- 23 сентября 1914 — Переклассифицирован в посыльное судно и передан авиации Службы связи Балтийского флота.
- 22 октября 1915 — Участвовал в демонстративном десанте у мыса Домеснес.
- Январь 1916 — Вошел в состав 2-го дивизиона дивизии траления.
- Февраль 1917 — Участвовал в Февральской революции.
- 7 ноября 1917 — Вошел в состав Красного Балтийского флота.
- 11 ноября 1917 — Участвовал в подавлении мятежа Керенского — Краснова.
- 15 марта 1918 — Передан в распоряжение Финляндской Советской Рабочей республики.
- 13 апреля 1918 — Захвачен в Гельсингфорсе финскими белогвардейцами.
- 1922 — Продан Финляндии и вошел в состав финского флота под обозначением «S-2».
- 4 октября 1925 — Погиб во время шторма в Ботническом заливе.
- 5 августа 1926 — Поднят финнами и сдан на слом.

## Командиры миноносца
- хх.хх.1902-хх.хх.1904 — Муравьёв, Пётр Петрович
- 20.09.1904-03.09.1905 — лейтенант Рыбалтовский, Анатолий Александрович
- хх.хх.1907-хх.хх.1907 — Матисен, Фёдор Андреевич
- хх.хх.1907-хх.хх.1908 — капитан 2-го ранга Непенин, Адриан Иванович
- 25.06.1908-03.11.1908 — старший лейтенант Киткин, Пётр Павлович
- 26.10.1908-хх.хх.1911 — лейтенант Максимов, Николай Лаврентьевич
- Капитан 2-го ранга барон Фитингоф, Эрих Эрнестович